# Albatros D.III
Albatros D.III byl velmi úspěšný německý jednomístný dvouplošný stíhací letoun používaný během první světové války německými jednotkami Luftstreitkräfte, ale také rakousko-uherskými Luftfahrtruppen. Vyráběla jej firma Albatros Flugzeugwerke v berlínské čtvrti Johannistal, pro velký zájem a potřebu rychlých dodávek i ve své filiálce Ostdeutsche Albatros Werke (OAW). Licenční výroba probíhala pro rakousko-uherské letectvo Luftfahrtruppe v továrně Oesterreichische Flugzeugwerke A. G. (Oeffag) ve Vídeňském Novém městě. Letoun byl představen v prosinci 1916. Ačkoli výroba Albatrosů postupně v polovině roku 1917 přešla na typ D.V, D.III se na frontě používal až do konce války. Stal se osobním letounem mnoha německých stíhacích es jako byli Manfred von Richthofen, Ernst Udet, Erich Loewenhardt, Kurt Wolff a Karl Emil Schaeffer. Jedná se pravděpodobně o nejúspěšnější německý stíhací letoun během Krvavého dubna 1917.

## Historie

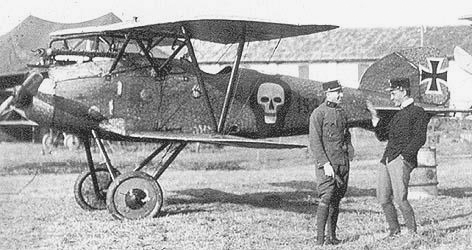
Albatros D.III Godwina Brumowskiho vyrobený rakouskou firmou Oeffag na italské frontě v prosinci 1917

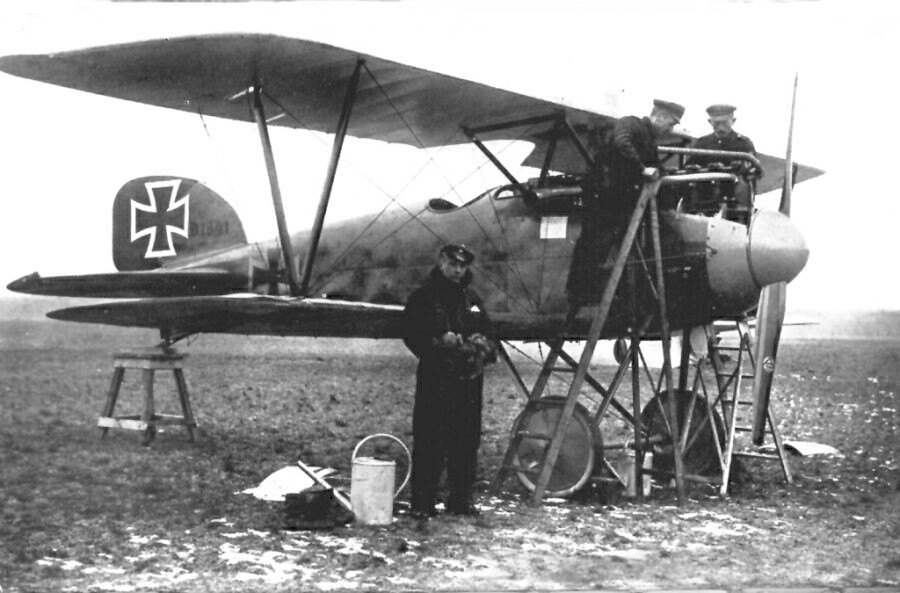
Ernst Udet se svým Albatrosem D.III (sériové číslo D.1941/16)

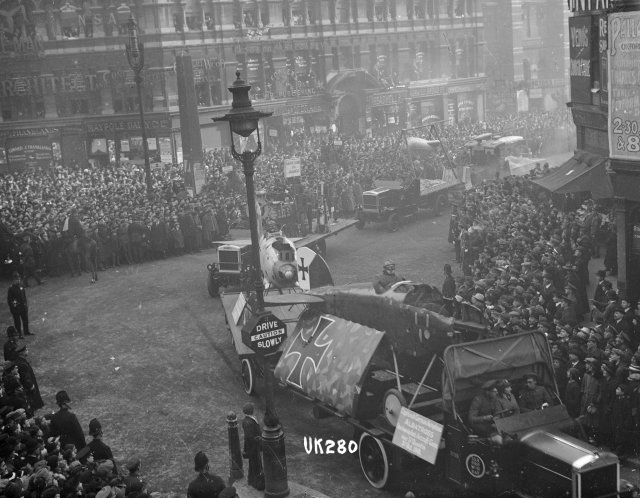
Ukořistěný Albatros D.III v Londýně, listopad 1918

Albatros D.III, podobně jako předchozí typy, byl dílem konstruktérů Roberta Thelena a R. Shuberta. Letoun původně poháněl šestiválcový motor Mercedes D.III o výkonu 160 k (119 kW), se kterým dosahoval rychlosti 160 km/h. Pozdější stroje měly výkonnější Mercedes D.IIIa s výkonem 170 k (127 kW). Výzbroj tvořily dva 7,92 mm synchronizované kulomety LMG 08/15 (Spandau).
Podobně jako úspěšné Albatrosy D.I a D.II, měl poloskořepinovou konstrukci trupu s použitím potahu z tenké překližky. Dle požadavku Idfliegu byla konstrukce křídla okopírována od tehdejších francouzských jedenapůlplošníků firmy Nieuport. Horní křídlo bylo prodloužené zatímco dolní mělo menší hloubku profilu a jediný hlavní nosník. Vzpěry mezi křídly, na rozdíl od předchozích typů s paralelními rovnoběžnými vzpěrami, byly uspořádány do „V“ konfigurace. Díky této typické konstrukční vlastnosti byl D.III britskými piloty přezdíván jako V-strutter. Letouny z továrny OAW měly pak charakteristickou větší zakulacenou směrovku.
Konfigurace jedenapůlplošníku nabízela lepší stoupání, manévrovatelnost a výhled směrem dolů. Letoun byl považován za příjemně ovladatelný, ale nebyl bezpečný při střemhlavém letu. Nová konfigurace přinesla několik problémů s vibracemi a pevnostní problémy s dolním křídlem - stejný problém jako u Nieuportů. Spodní křídlo, jak ukázaly statické testy, bylo sice dimenzováno na větší zatížení, ale problémy způsobovala příliš dozadu posunutá poloha hlavního nosníku, což mělo za důsledek překroucení křídla za letu. D.III kvůli tomu nesměl podnikat příliš strmé nebo dlouhé střemhlavé lety, což byla při vzdušných soubojích stíhačů samozřejmě nevýhoda. Navzdory snahám o vyřešení tohoto nedostatku problémy přetrvávaly a pouze částečně se je podařilo odstranit teprve s příchodem nového typu Albatros D.Va.
V lednu 1917 problém se zhroucením spodního křídla zažil také Manfred von Richthofen. I když se mu podařilo bezpečně přistát, přestal raději D.III používat a začal létat s letounem Halberstadt D.II.
V únoru roku 1917 začala licenční sériová stavba u Oeffagu série 53.2 s motorem Daimler o výkonu 136 kW (53.20 až 53.64). Výroba brzy přešla na Albatros D.III(Oef) série 153 s 147 kW Daimlerem, od jehož 112. vyrobeného kusu typ dostal zaoblenou příď bez vrtulového kužele. (série 153.01 až 153.61, 153.62 až 153.111, 153.112 až 153. 211 a 153.212 až 153.281). 18. května 1918 Oeffag obdržel objednávku na dalších 230 kusů D.III(Oef) série 253 s ještě silnějším řadovým, vodou chlazeným šestiválcem Daimler o výkonu 165 kW (253.01 až 253.230 a nakonec 253.231 až 253.330). Výzbroj sestávala ze dvou synchronizovaných kulometů Schwarzlose M.7/12 ráže 8 mm na trupu před pilotem.
V polovině června 1918 dostaly nový typ série 253 stíhací letecké roty Flik 61J a 63J. V červenci již operoval u sedmi stíhacích rot. K 1. srpnu 1918 bylo na frontách celkem 66 strojů u Fliků 3J, 41J, 42J, 51J, 55J, 56J, 61J a 63J. Výroba série 253 pokračovala u Oeffagu do prosince 1918.
Mateřská továrna Albatros celkem vyrobila přibližně 500 strojů D.III a filiálka OAW asi 840. Poté se výroba přeorientovala na nový typ D.V. Své hvězdné časy zažil D.III během listopadu 1917, kdy bylo těchto strojů na západní frontě nasazeno celkem 446. Letoun se s ukončením výroby nevytratil ze vzdušných bojů první světové války, používal se až do uzavření příměří - na konci srpna 1918 bylo ve službě na západní fontě evidováno ještě 54 letounů.
38 kusů D.III(Oef) používalo nově utvořené polské letectvo.
Jeden Albatros D.III(Oef) 253.114 byl od roku 1921 používán švýcarským letectvem. 21. listopadu 1918 s tímto strojem desertoval polní pilot šikovatel Bela Mayer z jednotky Flik 3J a přistál ve Švýcarsku u Schlieren. Stroj původně určený pro Letecký sbor v ČSR byl švýcarské straně přenechán jako náhrada za jeho uložení.

## Albatros D.III v Československu
Po ukončení války dezertoval polní pilot Zugsführer Adolf Bláha od jednotky Flik 3J s osobním strojem velitele Oblt. Friedricha Navrátila Albatros D.III(Oef) 253.116. Po navigační chybě přistál ve Švýcarsku na letišti Dübendorf u Curychu. Po diplomatických jednáních Švýcarů a MNO, a zaplacení poplatků za uložení letounu, odstartoval pilot Bláha 29. října 1919 z Curychu a po čtyřech hodinách přistál v Plzni. Již 3. listopadu 1919 byl stroj Leteckého sboru Adolfem Bláhou zničen při nouzovém přistání po vysazení motoru v Praze-Kbelích.
Malý počet D.III se pak na území ČSR dostal k civilním soukromým uživatelům.
Jeden D.III(Oef) 153.50 vlastnil František Žužman, následně pak František Klement v Opavě. Tento letoun byl původně přidělen jednotce Flik 42J a 6. června 1918 na něm sestřelil fwb. Franz Oberst Sopwith Camel (B-7353) od 66. perutě RAF. Pilot Jihoafričan ltn. Bartlett byl zajat. V červenci 1918 stroj havaroval a prošel opravou v Aspern.
Další stroj byl 26. června 1920 přelétnut z Rakouska pilotem Aloisem Vreclem. Tento Albatros D.III byl majetkem pana Knappeho a byl určen k létání na leteckých dnech. Už 2. října jej však pilot Jaroslav Samek zničil při zkušebním letu u dvora Marjánovice nedaleko Benešova.
Další Albatros D.III zakoupil od rakouské firmy Aminsberger v Salcburku pilot Rudolf Polanecký pro své aviatické sdružení Bohemia. 14. dubna 1921 odstartoval k přeletu do ČSR, avšak pro nedostatek paliva přistál u Domažlic a letoun rozbil.

## Specifikace

### Technické údaje
- Posádka: 1 pilot
- Délka: 7,33 m
- Rozpětí: 9 m
- Výška: 2,9 m
- Plocha křídel: 23,6 m²
- Plošné zatížení: 37,5 kg/m²
- Prázdná hmotnost: 695 kg
- Hmotnost s náplněmi: 886 kg
- Max. vzletová hmotnost : 955 kg
- Pohonná jednotka:
  - Německo: 1× Mercedes D.III 160 k (119 kW)
  - Rakousko-Uhersko: 1× Austro-Daimler 185 k (138 kW) (nebo 200 k, 225 k), vodou chlazený

### Výkony
- Maximální rychlost: 165 km/h
- Dolet: 300 km
- Dostup: 5500 m
- Stoupavost: 1000 m / 3,75 min
- Poměr výkon/hmotnost: 130 W/kg

### Výzbroj
- 2× synchronizovaný kulomet LMG 08/15 (Spandau) ráže 7,92 mm

## Uživatelé
- Československé letectvo, K.u.k. Luftfahrtruppen, Luftstreitkräfte, Polské letectvo